# قوات الدفاع الشعبي (السودان)
قوات الدفاع الشعبي هي قوة شبه عسكرية نشأت في السودان عام 1989. تُعتبر هذه القوات جزءا من القوة العسكرية السودانية بموجب القانون الدولي وذلك بسبب إنشاؤها بواسطة النظام الأساسي باعتبارها نصف القوة العسكرية التي سيتم تشكيلها من المواطنين السودانيين.
لدى قوات الدفاع الشعبي صلات وثيقة بالجبهة الإسلامية الوطنية التي تشكلت أصلا من مجموعة ميليشيات إسلامية. باتت قوات الدفاع الشعبي في الوقت الحالي قوة احتياطية للقوات المسلحة السودانية. عند تأسيسها في عام 1989؛ زاد حجمها بعدما تم دمج العديد من الميليشيات القبلية في جميع أنحاء السودان فيها فباتت قوة يُحسب لها حساب. بشكل عام انضمّ لها ميليشيات قبلية قادِمة من المسيرية، المرحلين، الرزيقات ثم قبيلة الفرسان.
حسبَ تقرير لقسم البحوث الفيدرالية التابع لمكتبة الكونغرس عام 2004 فإن قوات الدفاع الشعبي تتألف من 10.000 عضو فاعل مع أزيد من 85.000 عضو احتياطي. تم نشرها جنبا إلى جنب مع وحدات من الجيش النظامي ضد مختلف الجماعات المتمردة.